# Ældre Edda
Ældre Edda (Den poetiske Edda, Sæmunds Edda, eddadigtene, Edda m.fl.) er en digtsamling med fortællinger fra nordisk mytologi og nordiske heltesagn. De blev i 13. og 14. århundrede nedskrevet i Island. Forfatterne er ubekendte. Digtene er sandsynligvis flere hundrede år ældre og er overleveret ved mundtlig tradition. De udgør en central tekstgruppe i den islandske litteratur fra middelalderen.
Betegnelsen Edda var oprindeligt navnet på Snorre Sturlassons lærebog i skjaldekunst fra omkring 1220. Men da et manuskript med de ældre eddadigte blev opdaget i 1643, blev det nyfundne bogværk kaldt Ældre Edda for at adskille det fra Snorres værk, som nu hedder Yngre Edda. Hvad ordet edda betyder er omdiskuteret, men det antages enten at relateret med ordet oldemor (norrønt: edda), altså historier fra oldemors tid, eller en afledning af ordet óðr (digterisk inspiration) eller en form af det latinske edo (jeg udgiver, fremstiller).

## Oprindelse
Genren og metrikken der karakteriserer eddadigtene var formentlig udviklet i det 9. århundrede, og sandsynligvis har de kendte digte overlevet i næsten samme form siden vikingetiden. Digtformen og indholdet har givetvis været udbredt over hele Norden til højmiddelalderen. De bevarede digte stammer fra Island, men deres form har sikkert varieret fra region til region. Vi ved, at i hvert fald nogle af digtene var kendt i Norge før årtusindeskiftet, og at udvandrere havde taget dem til Island. Fra udgravninger på bryggen i Bergen har man fundet en del runeindskrifter fra 10. århundrede, som indeholder strofer fra eddadigte.

## Karakteristik
Der findes to grupper af gudedigte. I den første ligger fokus på hellig viden, i den anden på fortællingen. Kundskabsdigtene indeholder en hemmelig viden, der kun taler til de indviede, mens de episke digte gengiver et helt mytologisk forløb, hvor teksten i reglen består af replikker. Begge former kan være til stede i samme digt, men i det er den ene underordnet den anden. Overordnet set har eddadigtet tre lag: inderst var den mytologiske viden, oftest formidlet fragmentarisk og forudsat en allerede opnået viden. Imellem var fortællingens scene, hvori hovedpersonen optræder. I det yderste (som kun findes i nogle digte) er begyndelsen af en rammefortælling med en fortæller, der henvender sig til lytterne. Preben Meulengracht Sørensen har foreslået at det måske var almindeligt, at fortælleren som indledning satte digtet ind i en mytologisk ramme, der ikke altid er bevaret.
Kundskabsdigtene har magten som tema, med spørgsmål om, hvem der snyder hvem, og hvem der ved mest. I flere af denne type digte er Odin rejst til Jotunheim eller Helheim. Disse rejser må have før-kristen oprindelse, fordi handlinger og fornærmende ord hører til i den hedenske sfære, og derfor nok ikke forfattet af en kristne forfatter for at skrive en blasfemisk tekst. En kristen ville i middelalderen normalt fremstille hedenske guder som dæmoner.

## Håndskrifterne
I 1643 opdagede håndskriftsamleren Brynjólfur Sveinsson på Island et gammelt stykke pergament med digte om guder og sagnhelte, som Snorres Edda var bygget på. Det nyopdagede pergament fik betegnelsen Edda Saemundar (eller Sæmundar Edda), det vil sige digtsamlingen af Sæmundr in fróddi. Grunden var at man fejlagtigt troede, at teksten stammede fra ham. Bogværket fik navnet Ældre Edda, da det gamle manuskript, Sveinsson fandt, blev indlemmet i det Kongelige Biblioteks håndskiftsamling, kaldes det ofte Codex Regius (Den kongelige bog).
Kort efter fandt Sveinsson et andet håndskrift, som også indeholdt eddadigte. Det fandt senere vej til den store islandske håndskriftsamleren Árni Magnússons samlinger, og har katalognummeret AM 748 I 4to. Der findes også en version af det store digt Völuspá i Hauksbok. Desuden kendes der andre enkeltdigte forskellige håndskrifter. Enkeltstrofer findes blandt andet i Vølsungesagaen og altså i Snorres Edda. Desuden blev der nydigtet eddadigte efter 13. århundrede, de findes bl.a. i fornaldersagaerne
Eddadigtenes historie før deres nedskrivning er så godt som ukendt. Nedskrivningen må være et resultat af den generelle interesse for oldtiden, der fandtes i lærde kredse i Europa i højmiddelalderen. Tidspunkte, hvornår og hvor eddadigtene første gang blev nedskrevet, er også usikkert. Codex Regius stammer fra omkring 1270; AM 748 fra omtrent samme tid. Begge antages at være afskrifter fra ældre nedtegnelser, som er forsvundet. Sandsynligvis blev de skrevet i begyndelsen af det 13. århundrede, måske i Island eller i Norge. Codex Regius indeholder 10 gudedigte og 19 heltedigte, som hovedsageligt består af historier relateret til Sigurd Fafnersbane-fortællingerne. Fra andre håndskrifter er der i alt bevaret fire – fem gudedigte og 25 heltedigte.

## Oversigt over digte i Ældre Edda
- Voluspá (Vølvens spådom)
- Hávamál (Den Højes tale)
- Vafþruðnismál (Vaftrudners tale)
- Grímnismál (Grimnirs tale) – Kan være en gendigtning af en initieringsmyte, hvor Odin indvier en vordende konge i hellig viden.[6]
- Skírnismál (Skirners frierfærd for Frej eller Skirnirs tale)
- Hárbarzljóð (Sangen om Gråskæg) – Digtet ofte tolket som en spøg, der skal vise Odins intellektuelle, men amoralske, overlegenhed overfor den Thors retskaffenhed og naivitet. Forfattet i overklassemiljø.[7]
- Hymiskviða (Hymerskvadet – Tors fisketur)
- Lokasenna (Lokes skænderi)
- Þrymskviða (Trymskvadet – Tors brudefærd)
- Alvíssmál (Alvis' tale) – Er sandsynligvis digtet på et sent tidspunkt, usædvanligt, at Thor optræder som klog.[8]
- Baldrs draumar (Balders drømme)
- Rígsþula (Rigs digt)
- Hyndluljóð (Sangen om Hyndla) – Digtet rummer måske rester af initiationsriter, i lighed med Sigrdífúmál og Grímnismál.[9]
- Svipdagsmál (Svipdagskvadet)
  - Grógaldr (Groas besværgelse)
  - Fjölsvinnsmál (Fjölsvinnrs tale)
- Voluspá hin skamma (En kort vølvsspådom)

- Volundarkviða (Volundskvadet)

- Helgakviða (Kvadet om Helge)
  - Helgakviða Hjorvarþssonar (Kvadet om Helge Hjørvardssøn)
  - Helgakviða Hundisbana I (Det første kvad om Helge Hundingsbane)
  - Helgakviða Hundisbana II (Det andet kvad om Helge Hundingsbane)

Vølsungedigtene – Vølsungedigtene skildrer svigets og fjendskabets konsekvenser i en heroisk etik, som udløser hævndrab på hævndrab, og som i sidste ende medfører fællesskabets sammenbrud.:
- Frá Dauða Sinfjotla (Om Sinfjøtles død)
- Grípisspá el. Sigurðarkviða Fáfnisbana I (Grípirs spådom eller Første kvad om Sigurd Fafnersbane)
- Reginsmál el. Sigurðarkviða Fáfnisbana II (Regins tale eller Anden kvad om Sigur Fafnersbane) – Kernen i Sigurddigtenes komplicerede forvekslings og loyalitetshistorie er den kritiske forlovelsesfase, mens de loyalitetskonflikter som Gunnar udsættes for når aftalerne brydes er digtets tema.[11]
- Fáfnismál (Fafners tale)
- Sigrdrífumál (Sigrdrifas tale) – Digtet synes at have bevaret dele af en krigerinitiation, hvor en rite genfortælles i sammenhæng med Sigurds overgang til en ny livsfase, der indebærer ægteskab og etablering i samfundet.[12]
- Brot af Sigurðarikviðu (Et brudstykke af kvadet om Sigurd)
- Gudrúnarkviða I (Første kvad om Gudrun) – Digtet rummer måske rester fra en klagesang, der blev brugt ved begravelser.[13]
- Sigurðarkviða hin skamma (Et kort kvad om Sigurd)
- Helreið Brynhildar (Brynhilds Helfart el. Brynhilds Helridt el. Brynhilds Dødningfart)
- Dráp Niflunga (''Niflungernes drab el. Nivlungernes drab)
- Gudrúnarkviða II, En Forna (Andet kvad om Gudrun)
- Gudrúnarkviða III (Tredje kvad om Gudrun)
- Oddrúnargrátr (Oddruns klage el. Oddruns klagesang el. Oddrunes klage)
- Atlakviða (Kvadet om Atli)
- Atlamál in grœnlenzku (Det grønlandske kvad om Atli)
- Guðrúnarhvöt (Gudrun ægger sine sønner til hævn el. Gudruns opfordring)
- Hamðismál (Hamdes tale el. Sangen om Hamde)

Adskillige af dem er relateret til Nibelungenlied.